# Rödbröstad parakit
Rödbröstad parakit (Neophema splendida), i burfågelsammanhang mer känd som splendidparakit, är en fågel i familjen östpapegojor inom ordningen papegojfåglar.

## Utseende
Rödbröstad parakit är en färgglad parakit med relativt kort stjärt. Hanen har intensivt blått på huvudet, djupt scharlakansrött bröst, grön rygg, blå vingar och gul buk. Honan saknar det röda på bröstet och är mycket mer dämpad i färgerna, med ljusblått ansikte och ljusblå vingar. Ungfågeln liknar honan men har ljus näbb. I flykten syns blått på yttre delen av vingens ovansida som kontrasterar mot grön rygg och ljusblå inre del av vingen. 

## Utbredning och systematik
Fågeln förekommer i södra Australiens inland. Den behandlas som monotypisk, det vill säga att den inte delas in i några underarter.

## Levnadssätt
Rödbröstad parakit förekommer nomadiskt i ökenmiljöer. Den födosöker på marken i torra buskmarker.

## Status
Arten har ett stort utbredningsområde och beståndet anses vara stabilt. Internationella naturvårdsunionen IUCN listar den därför som livskraftig (LC).

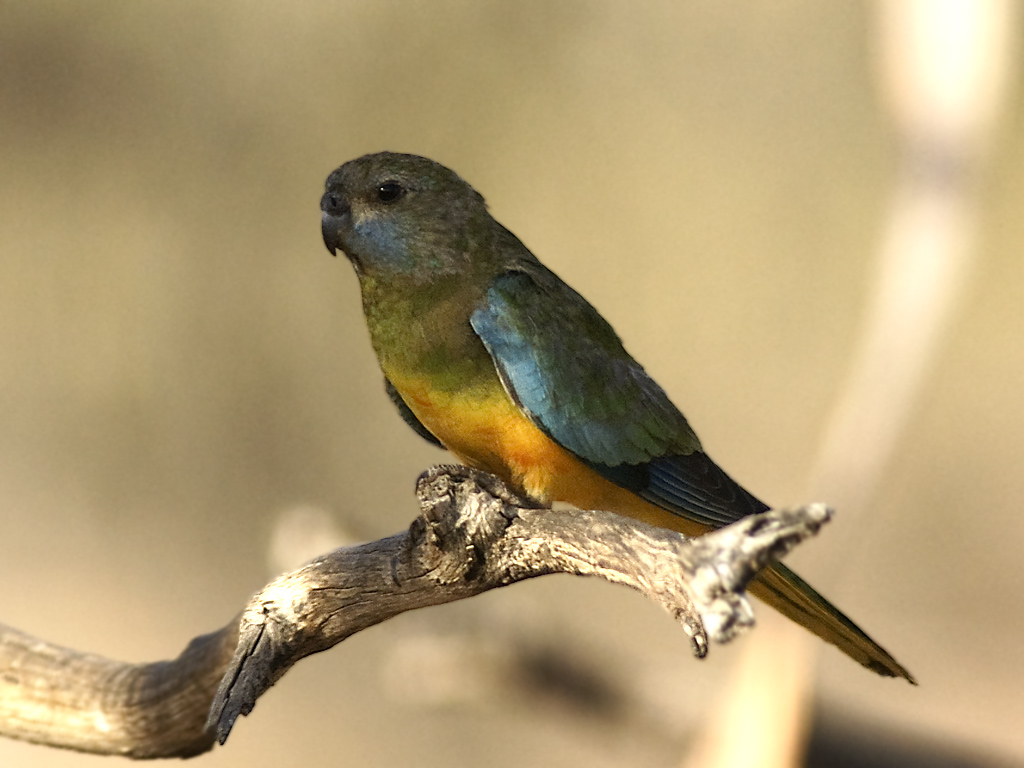
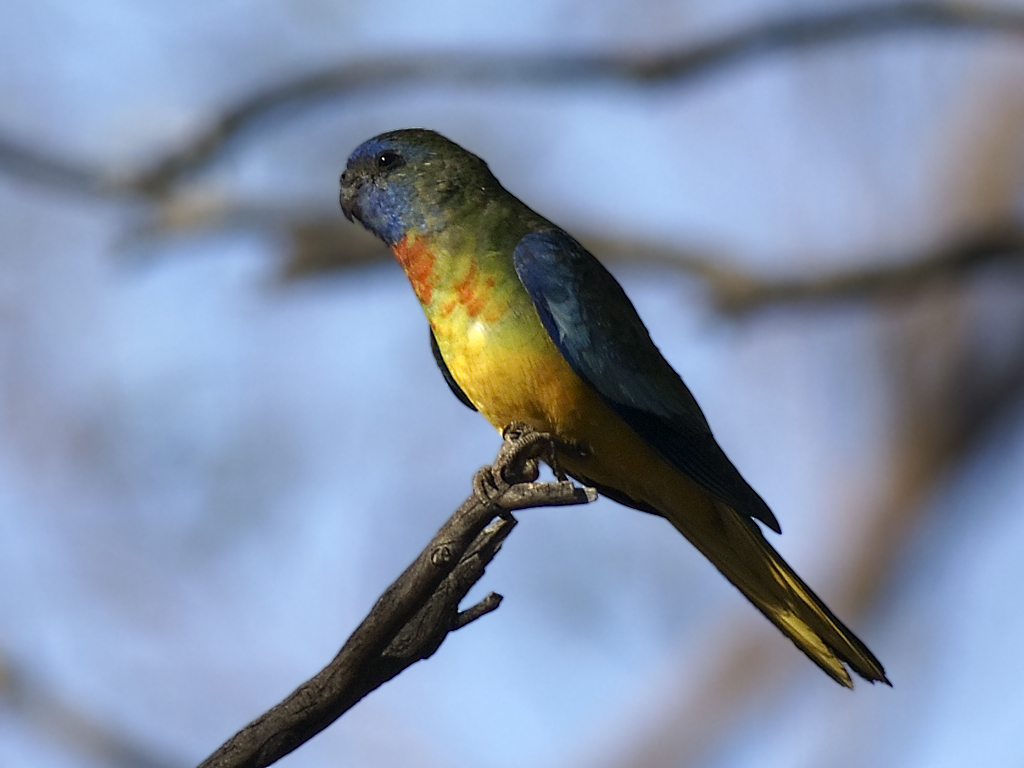
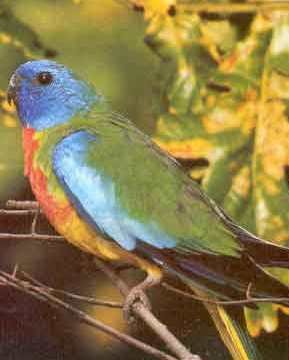
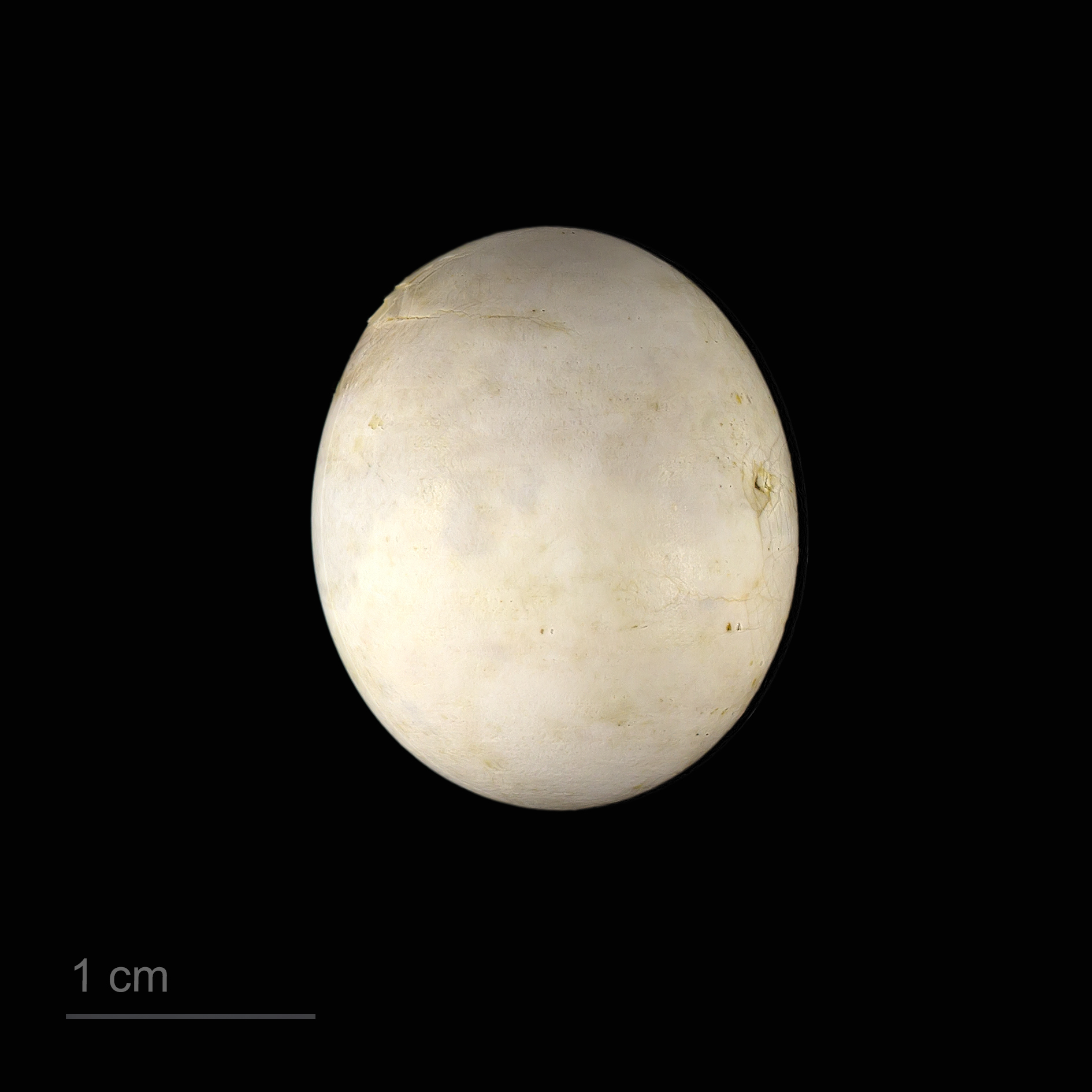
Museum specimen